# Władysław Kołek
Władysław Jan Kołek (ur. 23 maja 1914 w Brzesku, zm. 26 stycznia 1992 w Krakowie) – polski inżynier elektryk, profesor Akademii Górniczo-Hutniczej w Krakowie.

## Życiorys
Urodził się w rodzinie Antoniego i Anny z domu Serwin. W latach 1920–1924 uczęszczał do szkoły powszechnej, a w 1932 ukończył gimnazjum humanistyczne w Brzesku. W 1937 uzyskał dyplom inżyniera elektryka na Oddziale Elektrycznym Wydziału Mechanicznego Politechniki Lwowskiej. Po dyplomie odbył jednomiesięczną praktykę w elektrowniach „CPDE” w Paryżu, oraz praktykę w Śląskich Zakładach Elektrycznych ŚLĄZEL w Katowicach. 1 września 1937 rozpoczął jednoroczną służbę wojskową w Szkole Podchorążych Rezerwy Wojsk Łączności w Zegrzu.
W latach 1938–1939 w Politechnice Lwowskiej był starszym asystentem profesora Kazimierza Idaszewskiego w Katedrze Maszyn Elektrycznych. Pod kierunkiem profesora Włodzimierza Krukowskiego prowadził ćwiczenia z pomiarów elektrycznych. W 1939 pracował również jako zastępca kierownika budowy Elektrowni Lasów Państwowych w Kiwercach.
Brał udział w kampanii wrześniowej, na Wołyniu został wzięty przez wojska radzieckie do niewoli, z której uciekł w połowie października 1939. Od 1940 pracował w Lwowskim Politechnicznym Instytucie jako asystent Katedry Maszyn Elektrycznych, prowadząc projektowanie oraz laboratorium maszyn elektrycznych. Równocześnie wykładał na trzecim roku wydziału elektrycznego dla specjalności maszyny elektryczne „Obliczenia mechaniczne maszyn elektrycznych” oraz dla specjalności radiotechnicznej „Encyklopedię maszyn elektrycznych”. W 1941 odbył dwumiesięczną praktykę w fabryce maszyn elektrycznych CHEMZ w Charkowie. Po zajęciu Lwowa przez Niemców, od 1941 pracował w Lwowskiej Sieci Okręgowej przy projektowaniu linii wysokiego napięcia 110 kV Lwów-Borysław, a następnie do 1942 w dziale eksploatacji. Od 1942 był zatrudniony w Technische Fachkurse (zakonspirowanej Politechnice Lwowskiej), gdzie pracował na stanowisku adiunkta w Katedrze Maszyn Elektrycznych kierowanej przez Idaszewskiego, był też wykładowcą przedmiotu „technika wysokich napięć”. Równocześnie pracował w Lwowskim Oddziale firmy Siemens, kierując działem wysokich napięć. Po ponownym zajęciu Lwowa przez Armię Czerwoną w 1944 powrócił do pracy w Lwowskim Politechnicznym Instytucie, pracując początkowo jako docent, tymczasowy kierownik Katedry Maszyn Elektrycznych, później jako docent w Katedrze Maszyn Elektrycznych i kierownik Laboratorium Maszyn Elektrycznych. Prowadził wykłady z przedmiotu „maszyny elektryczne” oraz kierował zajęciami: z projektowania i w laboratorium maszyn elektrycznych. Równocześnie współpracował przy uruchomieniu amerykańskiego turbozespołu GEC w elektrowni Lwowskiej.
W 1945 został przesiedlony ze Lwowa do Polski. Od kwietnia 1945 prowadził wykłady i ćwiczenia z maszyn elektrycznych oraz techniki wysokich napięć w Politechnice Śląskiej z siedzibą w Krakowie. W czerwcu i lipcu 1945 pracował w Śląskich Zakładach Elektrycznych w Katowicach. Równocześnie w latach 1945–1946 na Politechnice Wrocławskiej prowadził wykłady i pracował na stanowisku zastępcy profesora. Tam też w 1946 uzyskał stopień naukowy doktora nauk technicznych na podstawie rozprawy Połączenia wyrównawcze uzwojeń mieszanych, przygotowanej pod kierunkiem Idaszewskiego. Władysław Kołek został pierwszym doktorem nauk technicznych wypromowanym na Politechnice Wrocławskiej. Należał w tym okresie do pionierów uczelni – na Wydziale Elektromechanicznym pracowali w tym czasie jako wykładowcy obok niego jedynie Idaszewski i Andrzej Jellonek; był zastępcą profesora, a w latach 1946–1947 kierownikiem Katedry Maszyn Elektrycznych. W latach 1947–1955 związany był etatowo z Politechniką Śląską w Gliwicach, gdzie w 1948 został mianowany profesorem nadzwyczajnym. Jednocześnie od 1946 był profesorem kontraktowym Akademii Górniczo-Hutniczej w Krakowie. Po przejściu w 1955 na stałe do Akademii Górniczo-Hutniczej, kierował Katedrą Maszyn i Pomiarów Elektrycznych oraz pełnił funkcję dziekana Wydziału Elektrotechniki Górniczej i Hutniczej. W 1964 został mianowany profesorem zwyczajnym. Po przekształceniach organizacyjnych na uczelni od 1976 był dyrektorem Instytutu Maszyn i Sterowania Układów Elektroenergetycznych. Przez pewien czas pracował na kontrakcie na jednej z uczelni w Algierii. Przeszedł na emeryturę w 1985.
W oddziale Polskiej Akademii Nauk w Krakowie pełnił funkcje przewodniczącego Komisji Elektrotechniki i Automatyki Wydziału IV. Od 1979 przewodniczył Radzie Naukowej Branżowego Ośrodka Badawczo-Rozwojowego Maszyn Elektrycznych w Katowicach. Był wieloletnim (od 1938) członkiem Stowarzyszenia Elektryków Polskich. 
Jego żoną była Maria (zm. 1968), z którą miał syna i córkę.
Zmarł w 1992 w Krakowie, pochowany na cmentarzu parafialnym w Kosocicach.

## Ordery i odznaczenia
- Krzyż Kawalerski Orderu Odrodzenia Polski
- Złoty Krzyż Zasługi
- Medal 10-lecia Polski Ludowej
- Medal „Górnictwo w 1000-lecie Państwa Polskiego”
- Odznaka tytułu honorowego „Zasłużony Nauczyciel PRL”
- Złota Odznaka „Za Pracę Społeczną dla miasta Krakowa” (1969)[4]
- Odznaka „Za zasługi dla województwa krakowskiego”

Źródło:.

## Nagrody
- Nagroda Państwowa III stopnia (zespołowa) za opracowanie problemu „Samoczynne załączanie rezerw w elektrowniach cieplnych", dzięki czemu znacznie wzrosła pewność wytwarzania i ciągłość dostawy energii elektrycznej (1955)[6]
- Nagroda Ministra Szkolnictwa Wyższego II stopnia[3]